# Zimbabwe Airways
Zimbabwe Airways war eine seit 2017 im Aufbau befindliche nationale Fluggesellschaft Simbabwes mit Sitz in Harare. Sie sollte die finanziell in Not geratene ebenfalls staatliche Air Zimbabwe ersetzen. Zeitweilig war der Zusammenschluss mit dieser geplant.
Zimbabwe Airways plante die Anschaffung von vier Boeing 777-2H6 (ER). Eine Maschine wurde aufgrund von Zahlungsversäumnissen vor Übergabe an Zimbabwe Airways anderweitig verkauft. Im Besitz von Zimbabwe Airways waren (Stand November 2018) Flugzeuge mit den Luftfahrzeugkennzeichen 9M-MRQ, 9M-MRP und 9M-MRM, alle drei Flugzeuge waren zuvor im Dienst der Malaysia Airlines. Auch eine zweite Maschine (9M-MRM) wurde im Dezember 2018 nicht bezahlt.
Im Jahre 2018 beendete die Regierung den Plan, die Airline in Betrieb gehen zu lassen.